# Immortalis
| 전문가 평가      | 전문가 평가 |
| 평가 점수        | 평가 점수   |
| 출처             | 점수        |
| ---------------- | ----------- |
| AllMusic         | [ 1 ]       |
| Blabbermouth.net | [ 2 ]       |

《Immortalis》는 미국의 스래시 메탈 밴드 오버킬의 열네 번째 스튜디오 음반이다. 2007년 10월 9일, 보도그 레코드에서 발매되었다. "Immortal15"의 말장난으로 《Killbox 13》과 《ReliXIV》가 그 뒤를 이었다.

## 배경
《Immortalis》는 미국에서 발매 첫 주에 2,800장 이상이 팔렸고, 2009년 현재 미국에서 15,000장 이상이 팔렸다.
이 음반은 또한 드러머 론 립니키가 포함된 최초의 오버킬 스튜디오 음반으로, 이전의 《ReliXIV》 (2005년)가 발매된 직후 밴드에 합류했다.

## 곡 목록
모든 곡들은 D.D. 버니와 바비 엘스워스에 의해 작사/작곡하였다.
| #   | 제목                                      | 재생 시간 |
| --- | ----------------------------------------- | --------- |
| 1.  | 〈Devils in the Mist〉                    | 4:34      |
| 2.  | 〈What It Takes〉                         | 4:28      |
| 3.  | 〈Skull and Bones (Feat. 랜디 블라이드)〉 | 5:54      |
| 4.  | 〈Shadow of a Doubt〉                     | 4:51      |
| 5.  | 〈Hellish Pride〉                         | 5:16      |
| 6.  | 〈Walk Through Fire〉                     | 4:08      |
| 7.  | 〈Head On〉                               | 5:21      |
| 8.  | 〈Chalie Get Your Gun〉                   | 4:28      |
| 9.  | 〈Hell Is〉                               | 4:40      |
| 10. | 〈Overkill V... The Brand〉               | 5:36      |